# クラシック音楽のレコードレーベル一覧
クラシック音楽のレコードレーベル一覧（クラシックおんがくのレコードレーベルいちらん）では、主要なクラシック音楽のレコードレーベルを羅列する。
レコード会社名と同じ名のレーベル、レコード会社グループ傘下の複数レーベル、様々な音楽ジャンルを併せ持つレーベル、電機や出版事業会社のレーベルなど、形態は様々である。

## レーベルの一覧

### メジャー・多国籍のレーベル
- ユニバーサル ミュージック グループ
  - デッカ（Decca Records）
  - ドイツ・グラモフォン（Deutsche Grammophon）
  - EMI（EMI Classics）
  - ヴァージン・レコード（Virgin Records）

- ソニー・ミュージックエンタテインメント・グループ
  - ソニー・クラシカル（SONY Classical）
  - RCA（RCA Records）

- ワーナー・ミュージック・グループ
  - ワーナー・クラシック（Warner Classics）

### 国別

#### アメリカ
- アルバニー・レコード（Albany Records）
- ヴァンガード・レコード（Vanguard Records）
- ヴァレーズ・サラバンド・レコーズ（Varèse Sarabande）
- VOX（Vox Records）
- オーガーオーグレス・プロダクション
- CSO RESOUND（en）
- テラーク（Telarc International Corporation）
- デロス（Delos International）
- マーキュリー（Mercury Records）
- ソニー・クラシカル（Sony Classical Records）
- センタウル・レコード（Centaur Records）

#### イギリス
- ASV（ASV Records）
- LSO LIVE（LSO LIVE）
- コニファー・クラシック（Conifer Classics）
- シャンドス（Chandos Records）
- ダットン（Dutton）
- テスタメント（Testament Records）
- ニンバス（Nimbus Records）
- ハイペリオン（Hyperion Records）
- BBC・RADIOクラシックス（BBC Radio Collection）
- リリタ（Lyrita）

#### イタリア
- ストラディバリウス（Stradivarius）
- ヌオヴァ・エラ（Nuova Era）
- ミート（MYTO）

#### オランダ
- RCO LIVE
- チャンネル・クラシックス（Channel Classics）
- ブリリアント・クラシックス（Brilliant Classics）
- ペンタートン（PentaTone）

#### スイス
- クラーヴェス（Claves）
- ノバリス（Novalis）

#### スウェーデン
- スターリング・レコード
- BISレコード（BIS Records）

#### スロヴァキア
- オーパス（Opus）

#### チェコ
- スプラフォン（Supraphon）

#### デンマーク
- ダカーポ（Da capo）
- ダナコード（Danacord）

#### ドイツ
- アーチペル（Archipel）
- アニマート（Animato）
- アルテ・ノヴァ・クラシックス（Arte Nova Classics）
- アンドロメダ（ANDROMEDA）
- ヴァイトブリック（WEITBLICK）
- エームス・クラシックス（OEHMS Classics）
- オルフェオ（Orfeo）
- カプリッチョ（Capriccio）
- CPO
- シュトックハウゼン・フェアラーク（STOCKHAUSEN VERLAG）
- ドキュメンツ（Documents Records）
- ドイツ・シャルプラッテン（VEB Deutsche Schallplatten）
- ベルリン・クラシックス（Berlin Classics）
- ヘンスラー（Hänssler Records）
- メンブラン（Membrane Records）

#### 日本
- avex-CLASSICS
- エクストン（EXTON）
- カメラータ・トウキョウ（Camerata Tokyo）
- キングレコード（King Records）
- クラウン・クラシックス（CROWN Classics）
- ALM RECORDS／コジマ録音（ALM RECORDS ／ Kojima Recordings」）
- デンオン（コロムビアミュージックエンタテインメント、COLUMBIA Music Entertainment）
- ドリームライフ・クラシックス（Dreamlife Classics）
- ノミウスノモス（NOMIUS NOMOS）
- ビクターエンタテインメント（Victor Entertainment）
- フォンテック（FONTEC）
- キャニオン・クラシックス（Canyon Classics）
- マイスター・ミュージック（Meister Music）

#### ノルウェー
- シマックス（SIMAX）

#### ハンガリー
- フンガロトン（Hungaroton）

#### フィンランド
- オンディーヌ（Ondine）
- フィンランディア（FINLANDIA、ワーナー傘下のレーベル)

#### フランス
- アコール（Accord）
- エラート（Erato Records、ワーナー傘下のレーベル）
- ヴォイス・オブ・リリクス（Voice of Lyrics）
- サフィール（Saphir）
- タンパニ（Timpani）
- ナイーブ（Naïve Records）
- ハルモニア・ムンディ・フランス（Harmonia Mundi France）

#### 香港
- ナクソス（Naxos Records）
- マルコポーロ（Marco Polo）

#### ロシア
- ボエーム（BOHEME）
- メロディア（Melodiya）

### バロック音楽以前中心のレーベル
- アルヒーフ（ARCHIV、グラモフォンの古楽レーベル）
- オワゾリール（L'OISEAU-LYRE、デッカの古楽レーベル）
- セオン（Seon、ソニー系の古楽レーベル）
- ダス・アルテ・ヴェルク（テルデックの古楽レーベル）
- ドイツ・ハルモニア・ムンディ（Deutsche Harmonia Mundi、BMG系の古楽レーベル）
- ヴィヴァルテ（ソニー系の古楽レーベル）

### 現代音楽中心のレーベル
- アーゴ（Argo Records、イギリス）
- ECM（ECM Records、ドイツ）
- ヴェルゴ（WERGO、ドイツ）
- コル・レーニョ（Col Legno、イタリア）
- ノンサッチ（NONESUCH Records、アメリカ、ワーナー傘下のレーベル）

### 統合・消滅・活動停止したレーベル
- インターコード（INTERCORD）
- ウェストミンスター（Westminster Records）
- エヴェレスト（Everest Records）
- オイロディスク（Eurodisk）
- オリンピア（OLYMPIA）
- コッホ・シュヴァン（KOCH Schwann）
- コロムビア・レコード（COLUMBIA Records、現在ソニー・クラシカル）
- コンサート・ホール・ソサエティ
- ファンハウス・クラシックス（Fun House Classics）
- テルデック（Teldec、旧テレフンケン、ワーナー傘下のレーベル）
- フィリップス（Philips Records、デッカ・レコードと統合）

## 関連記事
- レコードレーベル
- レコード会社一覧